# Bentley S3
Der Bentley S3 ist ein Oberklasse-Pkw-Modell von Bentley. In der Standardausführung mit Werkskarosserie wurde das Fahrzeug als viertürige Limousine von 1962 bis 1965 produziert. Die Premiere erfolgte auf der Mondial de l’Automobile im Oktober 1962.

## Unterschiede zum Vorgänger
Der äußerliche Hauptunterschied zum Vorgänger S2 bestand im neuen Frontdesign, mit nun vier statt zwei Scheinwerfern. Dies stellte auch den Übergang zum komplett erneuerten Design des Nachfolgers T1 dar. Mit den neuen Scheinwerfer wurde die Leistung von 120 auf 150 Watt erhöht, wodurch die Ausleuchtung um etwa 230 Meter erhöht und die Streuung des Abblendlichts verbessert werden konnte.
Außer dem neuen Scheinwerferdesign änderte sich die Front durch den um 1,5 Zoll (ca. 3,8 cm) niedrigeren Kühlergrill; neugestaltete Kotflügel mit separaten Blinkern (zuvor in den Zusatzscheinwerfern integriert), sowie verkleinerten Stoßstangenblenden (auch am Heck).
Im Innenraum wurde der S3 mit Einzelsitzen für Fahrer und Beifahrer ausgestattet, außerdem wurde die Armaturentafel mit einem gepolsterten Prallschutz ausgestattet. Im Fond wurde die Sitzbank 2 Zoll (ca. 5 cm) nach hinten verschoben um die Beinfreiheit zu erhöhen und mit geänderter Schulterpolsterung ausgestattet.
Der 6,2-Liter-V8-Motor des Vorgängers wurde leicht überarbeitet, durch größere Vergaser und eine von 8:1 auf 9:1 erhöhte Verdichtung wurde die Leistung um 7 Prozent gesteigert. Die Servolenkung wurde ebenfalls verbessert und war nun mit geringeren Lenkkräften zu bedienen.

## S3 Continental
Wie schon im Fall des Vorgängers, bot Bentley auch beim S3 eine sportliche Sonderversion mit der Bezeichnung Continental an. Bentley lieferte hier nur das fahrbereite Chassis; der Aufbau wurde jeweils von selbständigen Karosseriebauunternehmen im Kundenauftrag beigesteuert. S3-Karosserien gab es von Mulliner Park Ward und James Young.

## Produktionsumfang
- Bentley S3: 1286 (1 Drophead Coupé von Mulliner Park Ward)
- Bentley S3 long wheelbase: 32 (7 mit Karosserie von James Young)

(Continental below)
- Bentley S3 Continental: 311 (291 von Mulliner Park Ward und 20 von James Young)

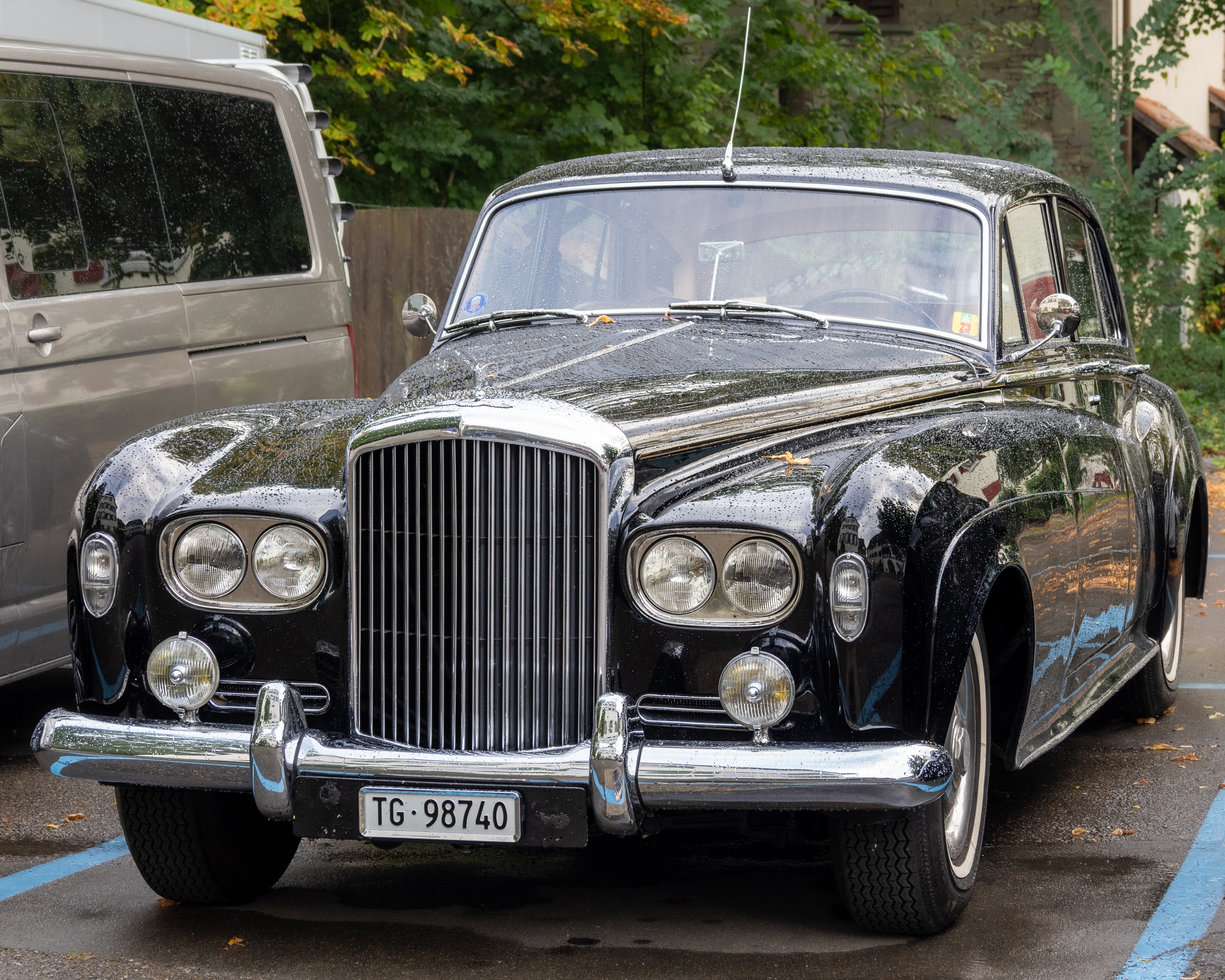
Bentley S3
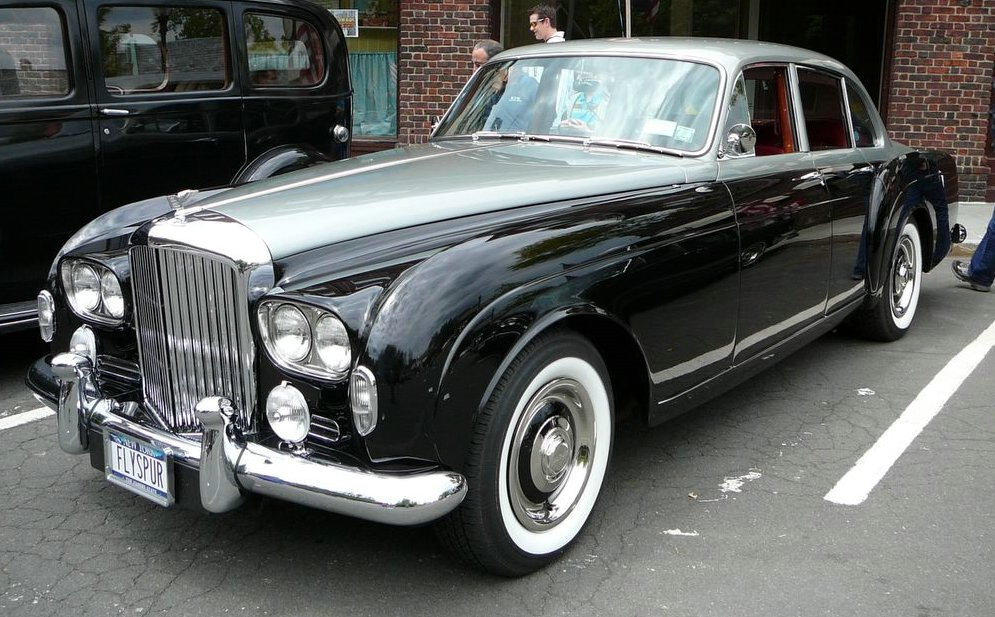
Bentley S3 Continental Flying Spur by Mulliner Park Ward
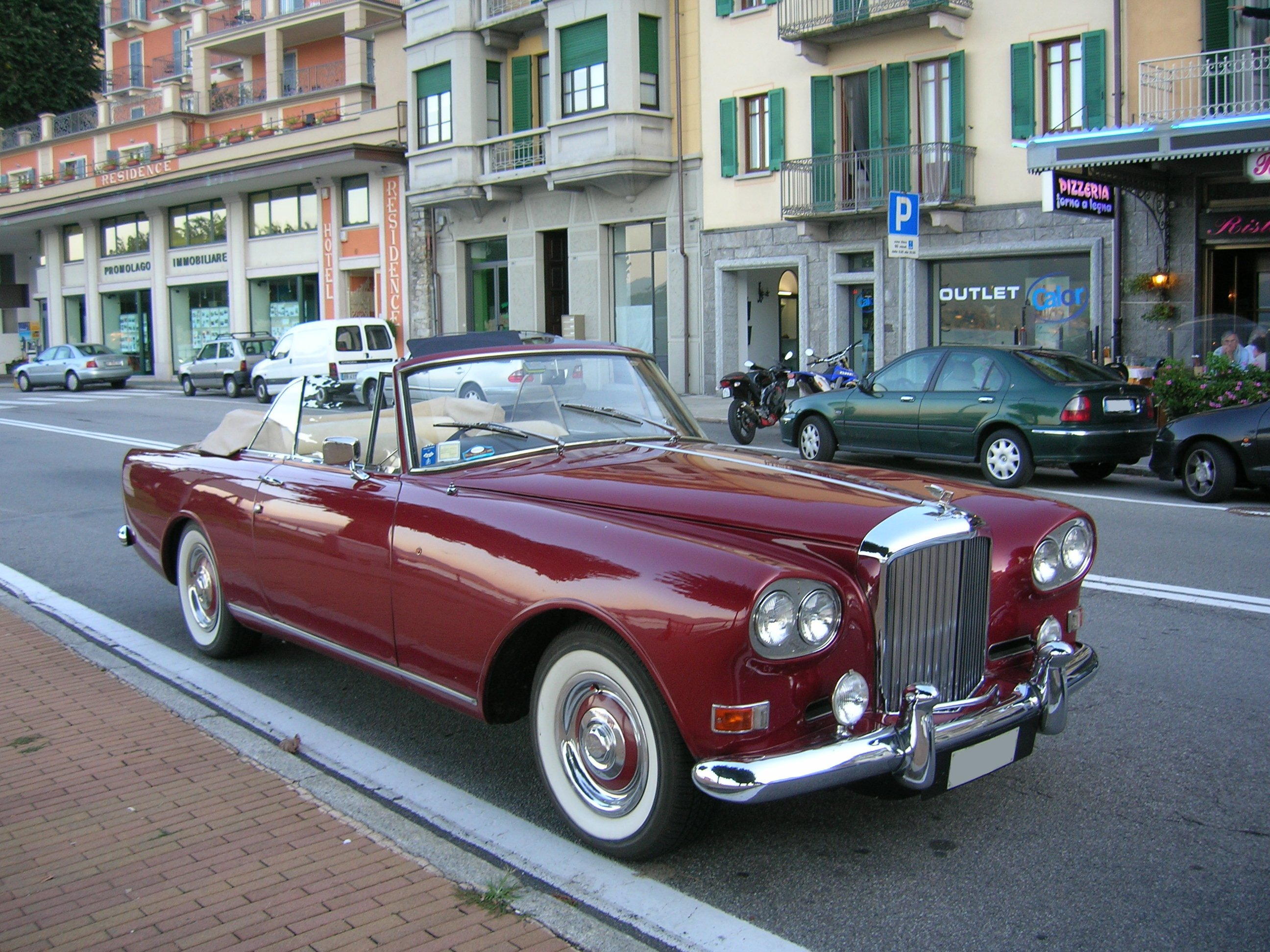
Bentley S3 Continental drophead coupé by Mulliner Park Ward